# 戒蔵院 (小牧市)

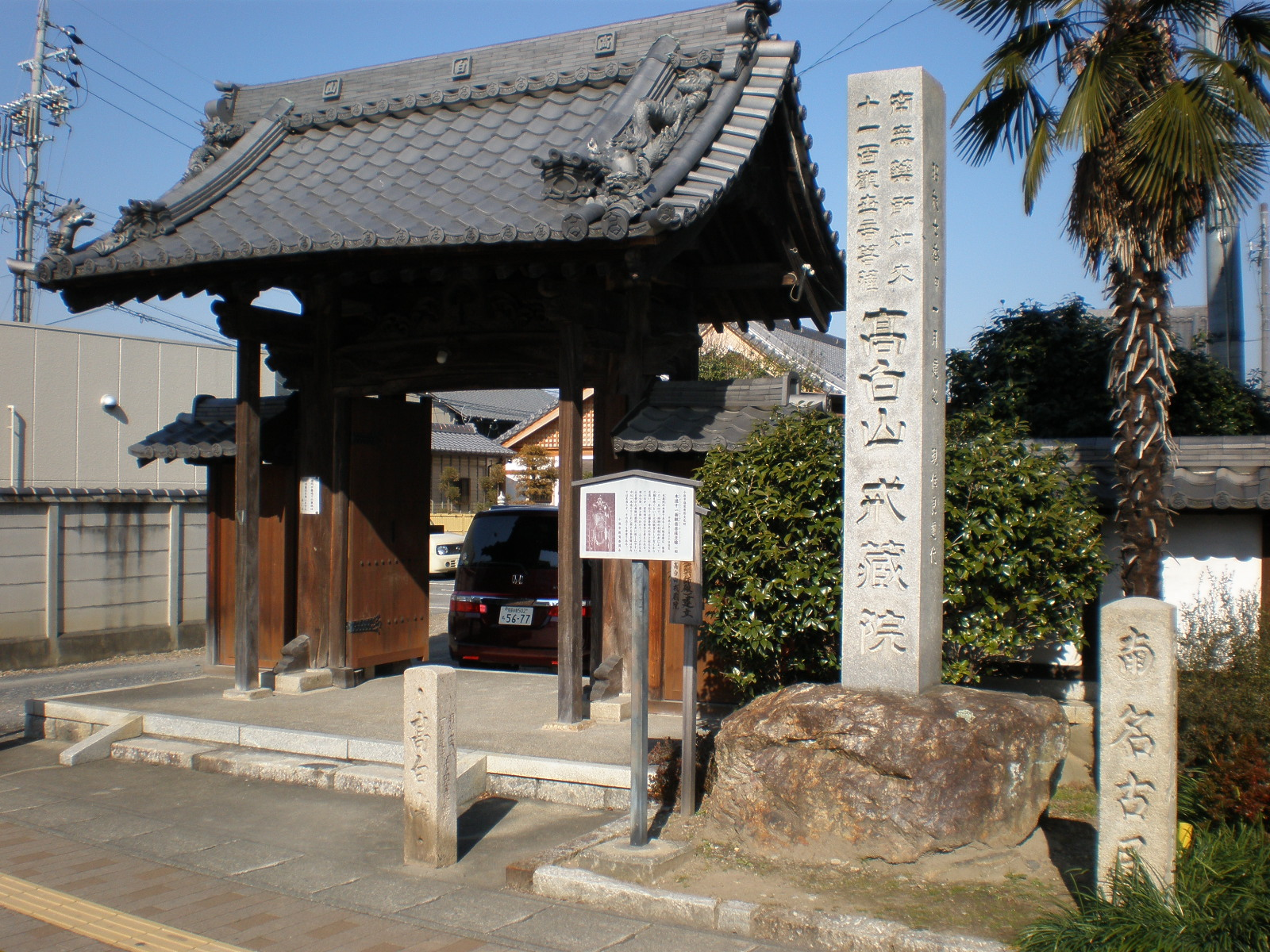
山門

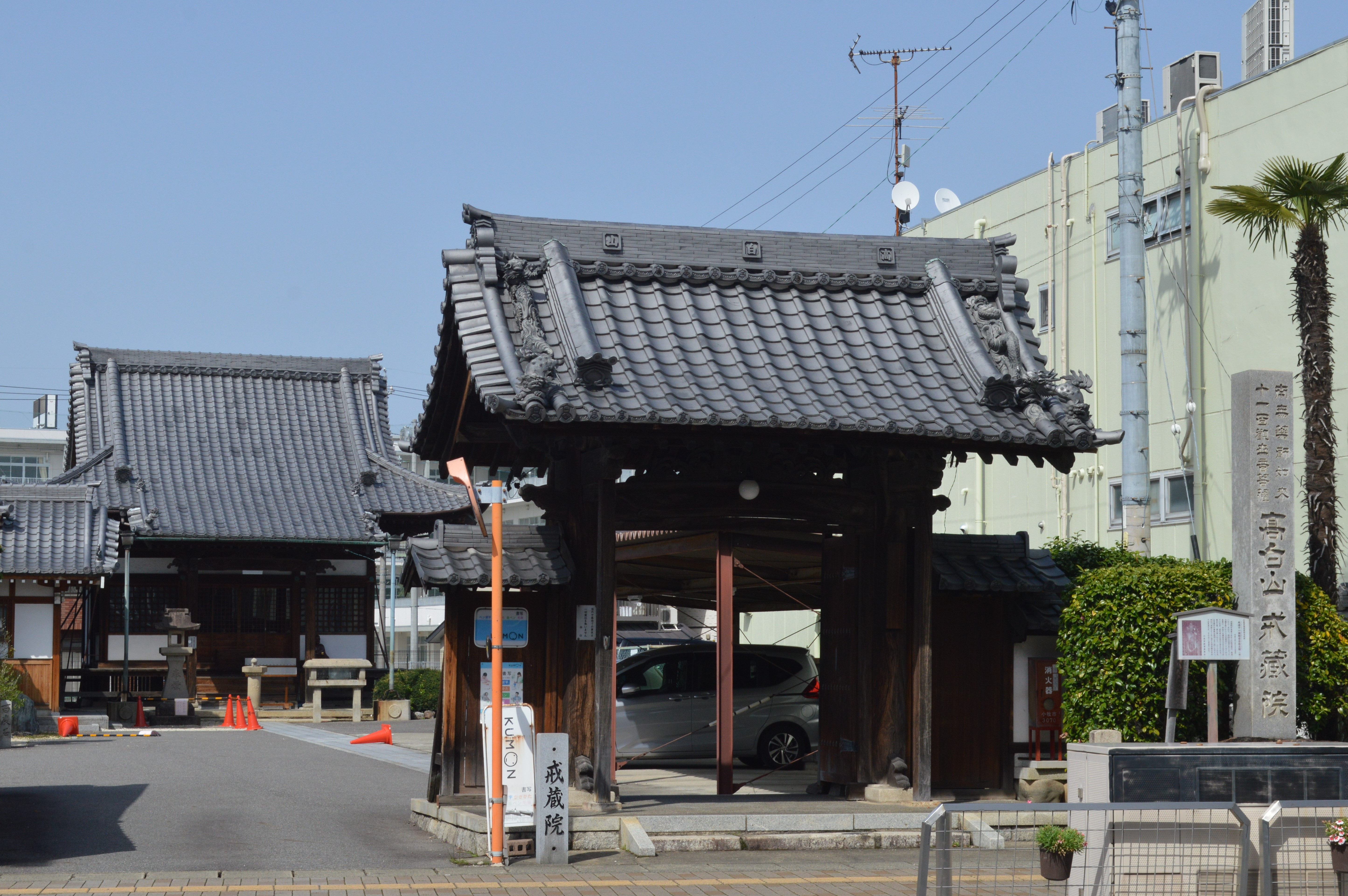
境内

戒蔵院（かいぞういん）は、愛知県小牧市にある真言宗智山派の寺院。山号は高白山。小牧十観音第八番札所。

## 歴史
元々は小牧山の南側にあった。17世紀初頭の江戸時代に行なわれた上街道の整備に伴い、1624年（元和9年）に現在地に移転した。周辺には小牧宿も整備されている。
1991年（平成3年）3月30日 - 木造十一面観音菩薩立像が小牧市有形文化財に指定された。

## 文化財
- 木造十一面観音菩薩立像
  - 木造の十一面観音菩薩の立像。通称「火伏観音」（ひふしかんのん）または「小牧のおかんのん」。室町時代に作られたと考えられている。高さは約160cm。小牧市指定有形文化財[1]。

## 基礎情報
所在地
- 愛知県小牧市小牧3丁目143番地

交通アクセス
- 名鉄小牧線 小牧駅から徒歩で約5分。